# Liste der Kardinalpriester von Santa Pudenziana
Folgende Kardinäle waren Kardinalpriester von Santa Pudenziana (lat. Titulus Sanctae Pudentianae):
- Siricius (vor 384–384)
- Asterius (494–?)
- Basso (590–?)
- Sergius (745–?)
- Romano (805–vor 853)
- Romano (853–?)
- Benedetto (1077–vor 1099)
- Ottone (1099–vor 1105)
- Giovanni (1105–ca. 1113)
- Konrad von Suburra, später Papst Anastasius IV. (1113–ca. 1130)
- Giovanni Dauferio, Pseudokardinal von Papst Anaclet II. (1130–1133); (1133–ca. 1135)
- Griffone (1135–1139)
- Presbitero (1139–1140)
- Pietro (1140–1144)
- Gerardo (1159–ca. 1164)
- Boso Breakspeare (oder Boson), O.S.B. (1165–ca. 1179 or 1181)
- Roberto (1179–vor 1188)
- Giordano SOCist, Graf von Ceccano (1188–1205)
- Pietro Sasso (oder Sassi, oder Saxonis) (1205–1219)
- Barthélemy (1227–1230)
- Girolamo Masci d’Ascoli, OFM (1278–1281), später Papst Nikolaus IV.
- Robert, S.O.Cist. (1294–1305)
- Guillaume Ruffat des Forges (1306–1311)
- Raymond (Pierre), O.S.B. (1312–1317)
- Pierre Desprès (1320–1323)
- Rainolfo de Monteruc (oder de Gorza, oder de la Gorse) (1378–1382)
- Marino Giudice (ca. 1383–1386)
- Bertrande de Chanac; Pseudokardinal von Papst Clemens VII. (1385–1401)
- Bartolomeo Oleario, O.S.B. (1389–1396)
- Angelo d’Anna de Sommariva, O.Camald. (1396–1412)
- Otón de Moncada y de Luna; Pseudokardinal von Papst Felix V. (1440–1448)
- Guillaume Briçonnet (1495–1507)
- Péter Isvalies (oder Isuales, oder Isuali, oder Isuagles, oder Suaglio) (1507–1511)
- Matthäus Schiner (1511–1522)
- Gianvincenzo Carafa (1528–1537)
- Rodolfo Pio (1537)
- Ascanio Parisani (oder Parisiano) (1540–1549)
- Giovanni Angelo de Medici (1549–1550) und (1552–1553), später Papst Pius IV.
- Scipione Rebiba (1556–1565)
- Roberto Pacheco de Toledo, pro illa vice diaconia (1565)
- Giovanni Francesco Gambara (1565–1570)
- Paolo Burali d’Arezzo, C.R. (1570–1578)
- Claude de La Baume (1580–1584)
- Enrico Caetani (1586–1599)
- Ascanio Colonna (1599–1606)
- Innocenzo del Bufalo (1606–1607)
- Bonifazio Caetani (1607–1617)
- Roberto Ubaldini (1617–1621)
- Antonio Caetani (1621–1624)
- Luigi Caetani (1626–1642)
- Alderano Cibo-Malaspina (1645–1668)
- Rinaldo d’Este (1668–1671)
- Gaspare Carpegna (1671–1672)
- Girolamo Gastaldi (1673–1677)
- Federico Caccia (1696–1699)
- Giovanni Maria Gabrielli, O.S.B. (1700–1711)
- Ferdinando Nuzzi (1716–1717)
- Carlos Borja Centellas y Ponce de León (1721–1733)
- Giuseppe Spinelli (1735–1752)
- Antonio Sersale (1754–1775)
- Andrea Gioannetti, O.S.B.Cam. (1778–1800)
- Lorenzo Litta (1801–1814)
- Fabrizio Sceberras Testaferrata (1818–1843)
- Tommaso Pasquale Gizzi (1844–1849)
- Nicholas Wiseman (1850–1865)
- Lucien-Louis-Joseph-Napoleon Bonaparte (1868–1879)
- Domenico Sanguigni (1880–1882)
- Włodzimierz Czacki (1883–1888)
- Giuseppe Benedetto Dusmet, O.S.B. (1889–1894)
- Victor Kardinal Lécot (1894–1908)
- Francis Kardinal Bourne (1911–1935)
- Luigi Kardinal Maglione (1935–1944)
- Jules Kardinal Saliège (1946–1956)
- Alberto Kardinal di Jorio (1958–1979) (seit 1967 pro hac vice)
- Joachim Kardinal Meisner (1983–2017)
- Thomas Aquino Man’yō Kardinal Maeda (seit 2018)